# El Rastro (Venezuela)
Pour les articles homonymes, voir Rastro (homonymie) et El Rastro.
El Rastro est la capitale de la paroisse civile d'El Rastro de la municipalité de Sebastián Francisco de Miranda de l'État de Guárico au Venezuela. 